# Saint-Laurent-de-Terregatte
Pour les articles homonymes, voir Saint-Laurent.
Saint-Laurent-de-Terregatte est une commune française, située dans le département de la Manche en région Normandie, peuplée de 645 habitants.

## Géographie
La commune est au sud de l'Avranchin, pays du département de la Manche. Son bourg est à 6,5 km au sud-est de Ducey, à 8,5 km au nord-est de Saint-James et à 16 km à l'ouest de Saint-Hilaire-du-Harcouët.
| Ducey-Les Chéris          | Ducey-Les Chéris, Isigny-le-Buat                                                          | Isigny-le-Buat                            |
| Saint-Aubin-de-Terregatte | Saint-Laurent-de-Terregatte                                                               | Isigny-le-Buat, Saint-Martin-de-Landelles |
| Saint-Aubin-de-Terregatte | Saint-Georges-de-Reintembault (Ille-et-Vilaine, sur quelques dizaines de mètres), Hamelin | Hamelin                                   |

### Hydrographie
La commune est située dans le bassin Seine-Normandie. Elle est drainée par la Sélune, le Lair, le ruisseau de Livet, le cours d'eau 01 de Dougeras, le cours d'eau 01 de la Louvetière, le cours d'eau 01 de la Pinotière, le cours d'eau 01 du Bas sur Lair, le fossé 01 de la Géraudière, le fossé 01 des Coins, le fossé 01 du Haut sur Lair, le fossé 01 du Racinou, le fossé 09 du Plessis, l'Isolant, le ruisseau de la Vallee et divers autres petits cours d'eau,.
La Sélune, d'une longueur de 85 km, prend sa source dans la commune de Saint-Cyr-du-Bailleul et se jette  dans la Sée en limite de Courtils et de Vains, après avoir traversé 15 communes. Les caractéristiques hydrologiques de la Sélune sont données par la station hydrologique située sur la commune de Ducey-Les Chéris. Le débit moyen mensuel est de 11,1 m3/s. Le débit moyen journalier maximum est de 89,4 m3/s, atteint lors de la crue du 26 janvier 1995. Le débit instantané maximal est quant à lui de 94,5 m3/s, atteint le 28 janvier 1995.
Le Lair, d'une longueur de 15 km, prend sa source dans la commune de Louvigné-du-Désert et se jette  dans la Sélune en limite de Saint-Hilaire-du-Harcouët et de Saint-Laurent-de-Terregatte, après avoir traversé huit communes.

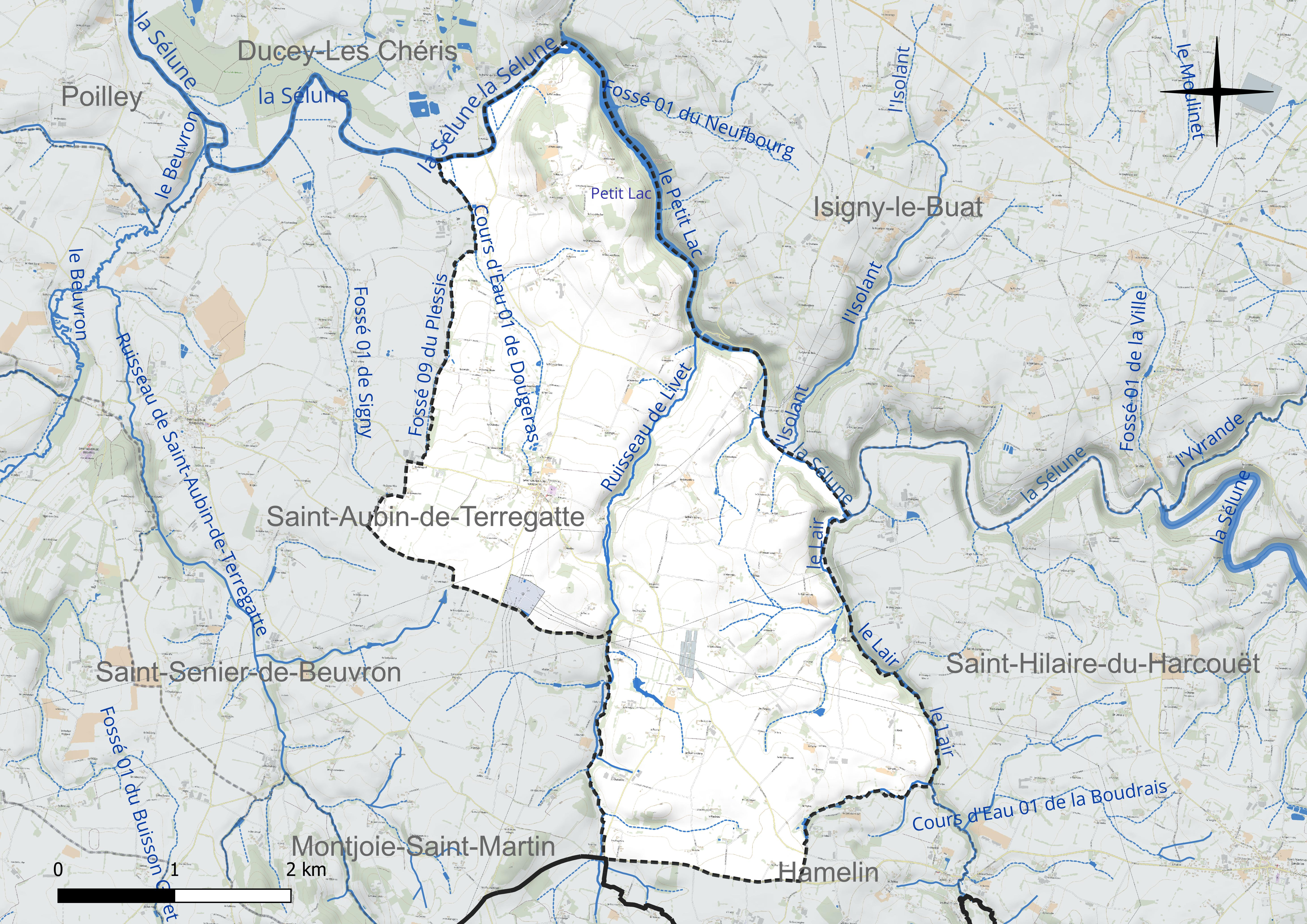
Réseau hydrographique de Saint-Laurent-de-Terregatte.

Un plan d'eau complète le réseau hydrographique : le Petit le lac, d'une superficie totale de 26,4 ha (12,5 ha sur la commune),.

### Climat
Pour des articles plus généraux, voir Climat de la Normandie et Climat de la Manche.
En 2010, le climat de la commune est de type climat océanique franc, selon une étude du CNRS s'appuyant sur une série de données couvrant la période 1971-2000. En 2020, Météo-France publie une typologie des climats de la France métropolitaine dans laquelle la commune est exposée à un climat océanique et est dans la région climatique  Bretagne orientale et méridionale, Pays nantais, Vendée, caractérisée par une faible pluviométrie en été et une bonne insolation. Parallèlement le GIEC normand, un groupe régional d’experts sur le climat, différencie quant à lui, dans une étude de 2020, trois grands types de climats pour la région Normandie, nuancés à une échelle plus fine par les facteurs géographiques locaux. La commune est, selon ce zonage, exposée à un « climat maritime », correspondant au Cotentin et à l'ouest du département de la Manche, frais, humide et pluvieux, où les contrastes pluviométrique et thermique sont parfois très prononcés en quelques kilomètres quand le relief est marqué.
Pour la période 1971-2000, la température annuelle moyenne est de 11 °C, avec une amplitude thermique annuelle de 13 °C. Le cumul annuel moyen de précipitations est de 938 mm, avec 14,1 jours de précipitations en janvier et 8,7 jours en juillet. Pour la période 1991-2020, la température moyenne annuelle observée sur la station météorologique la plus proche, située sur la commune de Saint-Hilaire-du-Harcouët à 12 km à vol d'oiseau, est de 11,5 °C et le cumul annuel moyen de précipitations est de 929,5 mm,. Pour l'avenir, les paramètres climatiques de la commune estimés pour 2050 selon différents scénarios d’émission de gaz à effet de serre sont consultables sur un site dédié publié par Météo-France en novembre 2022.

## Urbanisme

### Typologie
Au 1er janvier 2024, Saint-Laurent-de-Terregatte est catégorisée commune rurale à habitat très dispersé, selon la nouvelle grille communale de densité à sept niveaux définie par l'Insee en 2022.
Elle est située hors unité urbaine et hors attraction des villes,.

### Occupation des sols
L'occupation des sols de la commune, telle qu'elle ressort de la base de données européenne d’occupation biophysique des sols Corine Land Cover (CLC), est marquée par l'importance des territoires agricoles (89,3 % en 2018), une proportion sensiblement équivalente à celle de 1990 (89,7 %).
La répartition détaillée en 2018 est la suivante : terres arables (61,7 %), prairies (27,7 %), forêts (7,4 %), zones urbanisées (2 %), eaux continentales (1,3 %).

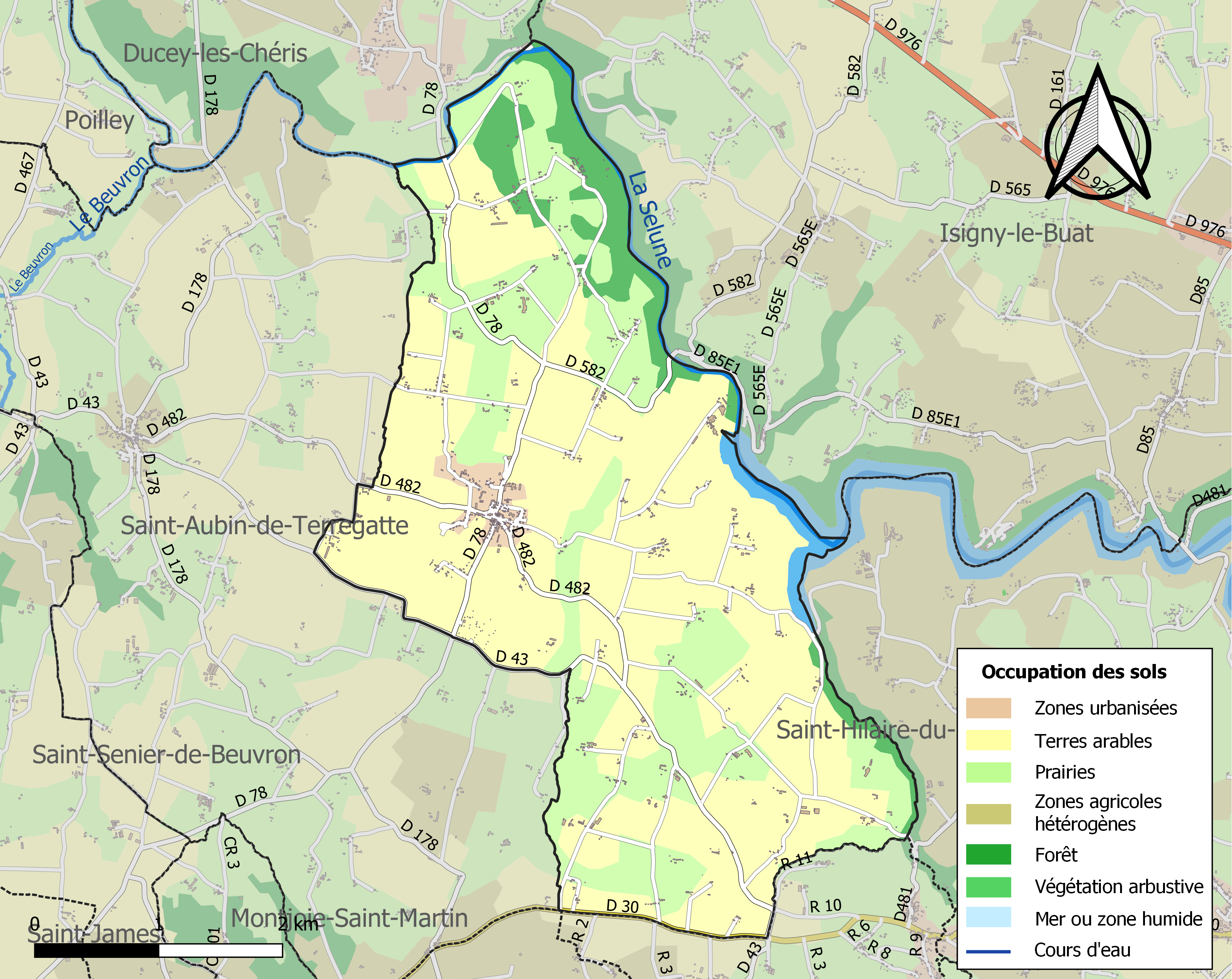
Carte des infrastructures et de l'occupation des sols de la commune en 2018 (CLC).

L'évolution de l’occupation des sols de la commune et de ses infrastructures peut être observée sur les différentes représentations cartographiques du territoire : la carte de Cassini (XVIIIe siècle), la carte d'état-major (1820-1866) et les cartes ou photos aériennes de l'IGN pour la période actuelle (1950 à aujourd'hui).

## Toponymie
Le nom de la localité est attesté sous la forme ecclesia Sancti Laurentii de Terra vasta dans un manuscrit du Mont-Saint-Michel qui fait état du règlement en 1157 d'un litige opposant le prêtre de la paroisse à l'abbaye,.
L'église est dédiée à Laurent de Rome.
D'après Lepelley, Terregatte est formé de terre et de l'ancien français gast « inculte » ou « non encore cultivé », produit du latin vastu.
Ce toponyme ancien apparaît dans le nom de deux communes limitrophes : Saint-Aubin-de-Terregatte et Saint- Laurent-de-Terregatte et pourrait désigner « le vaste plateau qui s'étend du Lair au Beuvron ».

## Histoire
Les Romains auraient installé sur le promontoire du rocher Jalou un poste de guet.
Un Adam de Saint-Laurent accompagna le duc de Normandie, Robert Courteheuse à la première croisade (1095-1099).
La paroisse eut pour seigneur Jean du Pontavice (1390-1432) à la suite de son mariage avec Olive des Pins, dame de Saint-Laurent-de-Terregatte. Le dernier fut René du Pontavice (1756-1794) mort le 4 mai au gué de Montours à la tête d'un régiment de royalistes dont il était le capitaine.

## Politique et administration

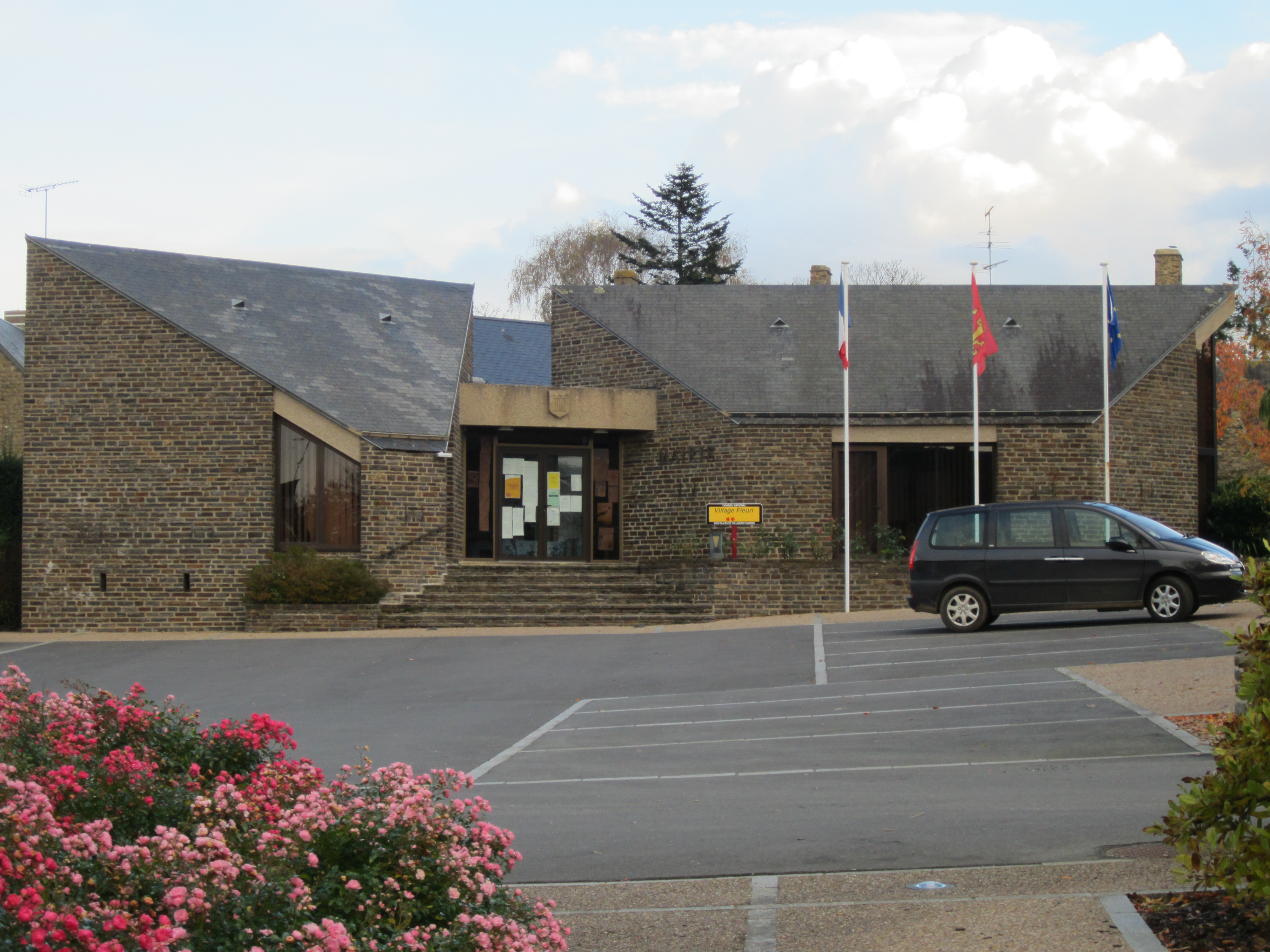
La mairie.

## Démographie
L'évolution du nombre d'habitants est connue à travers les recensements de la population effectués dans la commune depuis 1793. Pour les communes de moins de 10 000 habitants, une enquête de recensement portant sur toute la population est réalisée tous les cinq ans, les populations de référence des années intermédiaires étant quant à elles estimées par interpolation ou extrapolation. Pour la commune, le premier recensement exhaustif entrant dans le cadre du nouveau dispositif a été réalisé en 2008.
En 2022, la commune comptait 645 habitants, en stagnation par rapport à 2016 (Manche : −0,31 %, France hors Mayotte : +2,11 %).
| 1793  | 1800  | 1806  | 1821  | 1831  | 1836  | 1841  | 1846  | 1851  |
| ----- | ----- | ----- | ----- | ----- | ----- | ----- | ----- | ----- |
| 1 190 | 1 252 | 1 443 | 1 491 | 1 435 | 1 387 | 1 363 | 1 446 | 1 374 |

| 1856  | 1861  | 1866  | 1872  | 1876  | 1881  | 1886  | 1891  | 1896  |
| ----- | ----- | ----- | ----- | ----- | ----- | ----- | ----- | ----- |
| 1 274 | 1 295 | 1 251 | 1 154 | 1 164 | 1 102 | 1 063 | 1 082 | 1 006 |

| 1901  | 1906 | 1911 | 1921 | 1926 | 1931 | 1936 | 1946 | 1954 |
| ----- | ---- | ---- | ---- | ---- | ---- | ---- | ---- | ---- |
| 1 004 | 983  | 923  | 826  | 853  | 937  | 832  | 862  | 849  |

| 1962 | 1968 | 1975 | 1982 | 1990 | 1999 | 2006 | 2008 | 2013 |
| ---- | ---- | ---- | ---- | ---- | ---- | ---- | ---- | ---- |
| 735  | 664  | 551  | 538  | 547  | 572  | 564  | 562  | 632  |

| 2018 | 2022 | - | - | - | - | - | - | - |
| ---- | ---- | - | - | - | - | - | - | - |
| 647  | 645  | - | - | - | - | - | - | - |

## Économie
L'économie du village est essentiellement occupée par les activités agricoles, mais également par la présence d'une épicerie, de bars. Le tourisme fait aussi part intégrante de l'activité de la commune[réf. souhaitée].

## Lieux et monuments
La commune est un village fleuri (trois fleurs) au concours des villes et villages fleuris.

### Patrimoine religieux
- Église Saint-Laurent des XIIe, XVIIe – XIXe siècles avec son portail roman et sa porte de sacristie avec un bas-relief de saint Pierre et saint Paul du XVIIe. Elle abrite un calice et sa patène du XVIIe et un ciboire du XVIIIe classés au titre objet aux monuments historiques[44], des fonts baptismaux du XVe, des bénitiers des XVe et XVIe, une Vierge à l'Enfant restaurée du XVIe, une verrière du XXe de Desjardins et Bordereau[36].
- Ancien presbytère.
- Sept croix de chemin des XIXe – XXe siècles.
- Croix de l'ancien cimetière du XVIIe siècle près de l'église et calvaire.

### Patrimoine civil
- Manoir du Haut-sur-Lair du XVIe siècle situé près du pont sur le Lair. Privé.
- Manoir du Haut-Bourg. Il abrite la bibliothèque.
- Manoir de Dorière du XVIIe siècle : boiseries Louis XIV (propriété privée).
- Manoir de Bouffigny du XVIIe siècle, construction Louis XIII en pierres appareillées.
- Manoir du Haut-Bouffigny du XVIe siècle.
- Manoir de la Lande Taillefer des XVIe – XVIIe siècles.
- Manoir de la Cour Moulines.
- Vestiges d'une maison forte au lieu-dit le Fief, à 2 km au nord du village, au croisement de la route qui rejoint la D 178, non loin du manoir de Dougeru. Le site présente un logis rectangulaire avec une fenêtre en tiers-point trilobée du XIVe siècle[45].
- Moulin de Livet.

Pour mémoire
- Ancien barrage sur la Sélune démoli en 2023 entraînant la disparition du lac de Vezins.

### Site naturel
- Site de la Roche-qui-Boit, rocher rappelant un visage humain.